# Desorción
La desorción es un fenómeno por el cual una sustancia se libera desde o a través de una superficie. El proceso es el opuesto a la sorción (es decir, adsorción o absorción). Esto ocurre en un sistema que se encuentra en el estado de equilibrio de sorción entre la fase global (fluido, es decir, solución gaseosa o líquida) y una superficie de adsorción (sólido o límite que separa dos fluidos). Cuando se reduce la concentración (o presión) de la sustancia en la fase global, parte de la sustancia absorbida cambia al estado global.
En química, especialmente cromatografía, la desorción es la capacidad de una sustancia química para moverse con la fase móvil. Cuanto más se desorbe una sustancia química, es menos probable que se adsorba, por lo que, en lugar de adherirse a la fase estacionaria, la sustancia química se mueve hacia arriba con el frente del disolvente.
En los procesos de separación química, la extracción también se conoce como desorción, ya que un componente de una corriente líquida se mueve por transferencia de masa a una fase de vapor a través de la interfaz líquido-vapor.

## Tasa de desorción
Después de la adsorción, el químico adsorbido permanecerá en el sustrato casi indefinidamente, siempre que la temperatura permanezca baja. Sin embargo, a medida que aumenta la temperatura, también aumenta la probabilidad de desorción. La ecuación general para la tasa de desorción es:
{\displaystyle R=rN^{x}}
donde
- {\displaystyle r} es la constante de velocidad de desorción
- {\displaystyle N} es la concentración del material adsorbido
- {\displaystyle x} es el orden cinético de desorción

Por lo general, el orden de la desorción se puede predecir por el número de pasos elementales involucrados:
La desorción atómica o molecular simple será típicamente un proceso de primer orden (es decir, una molécula simple en la superficie del sustrato se desorbe en una forma gaseosa).
Desorción molecular recombinativa será generalmente una proceso de segundo orden (es decir, dos átomos de hidrógeno en la desorción superficie y forman una molécula  de H2 gaseoso).
La tasa constante {\displaystyle r} puede expresarse en la forma
{\displaystyle r=Ae^{{-E_{a}}/{kT}}}
donde 
- {\displaystyle A} es la "frecuencia de intentos" (a menudo la letra griega {\displaystyle \nu }), la posibilidad de que la molécula adsorbida supere su posible barrera a la desorción
- {\displaystyle E_{a}} es la energía de activación de la desorción
- {\displaystyle k} es la constante de Boltzmann
- {\displaystyle T} es la temperatura.

## Mecanismos de desorción
Dependiendo de la naturaleza de la unión absorbente/adsorbente a la superficie, hay una multitud de mecanismos para la desorción. El enlace superficial de un sorbente se puede escindir térmicamente, mediante reacciones químicas o por radiación, todo lo cual puede resultar en la desorción de la especie.

### Desorción reductora u oxidativa
En algunos casos, las moléculas adsorbidas se unen químicamente a la superficie/material, proporcionando una fuerte adhesión y limitando la desorción. Si este es el caso, la desorción requiere una reacción química que rompe los enlaces químicos. Una forma de lograr esto es aplicar un voltaje a la superficie, lo que da como resultado la reducción u oxidación de la molécula adsorbida (dependiendo del sesgo y las moléculas adsorbidas).
En un ejemplo típico de desorción reductora, se pueden eliminar monocapas autoensambladas de alquiltioles sobre una superficie de oro aplicando un sesgo negativo a la superficie, lo que da como resultado la reducción del grupo de cabeza de azufre. La reacción química para este proceso sería:
{\displaystyle R-S-Au+e^{-}\longrightarrow R-S^{-}+Au}
donde 
- R es una cadena de alquilo (por ejemplo, CH3),
- S es el átomo de azufre del grupo tiol,
- Au es un átomo de superficie de oro y
- e- es un electrón suministrado por una fuente de voltaje externa.

Otra aplicación para la desorción reductora/oxidativa es limpiar material de carbón activo mediante regeneración electroquímica.

### Desorción estimulada por electrones
La desorción estimulada por electrones ocurre como resultado de un haz de electrones que incide sobre una superficie en el vacío, como es común en la física de partículas y los procesos industriales como la microscopía electrónica de barrido (SEM). A presión atmosférica, las moléculas pueden unirse débilmente a las superficies en lo que se conoce como adsorción. Estas moléculas pueden formar monocapas con una densidad de 1015 átomos/(cm2) para una superficie perfectamente lisa. Se pueden formar una monocapa o varias, dependiendo de las capacidades de unión de las moléculas. Si un haz de electrones incide sobre la superficie, proporciona energía para romper los enlaces de la superficie con las moléculas en la(s) monocapa(s) adsorbidas, provocando un aumento de presión en el sistema.
Una vez que una molécula se desorbe en el volumen de vacío, se elimina mediante el mecanismo de bombeo del vacío (la reabsorción es insignificante). Por lo tanto, hay menos moléculas disponibles para la desorción y se requiere un número creciente de electrones para mantener la desorción constante.